# Petar Tyran
Petar Tyran (Novo Selo (Gradišće, Austrija), 27. listopada 1955.) je hrvatski književnik, društveni djelatnik, publicist i aktivist iz Gradišća.
U Beču je studirao je anglistiku, filozofiju i slavistiku. Hrvatskom akademskom klubu u Beču bio je potpredsjednikom 1976. – 1977., a predsjedavao je od 1983. do 1987. godine. Rukovodio je Institutom za narodne grupe iz Rusta u Austriji.
Uređivao je kulturni časopis Hrvata iz Gradišća Pokus do 1982., a od 1983. urednik je Hrvatskih novina iz Željeznog. Sudionik je pjesničkih večeri u Prekom na Ugljanu Večeri na Brižićevin dvorima.
Surađuje na ORF-ovom Studiju Gradišće. Urednik je antologije suvremnog pjesništva Hrvata iz Gradišća Ptići i slavuji (Beč, 1983). Priredio je djelo Hrvatski bal u Beču.
Član je Društva hrvatskih književnika te hrvatskog i austrijskog P.E.N. Centra.

## Nagrade
- 2013. nagrada Hrvatske matice iseljenika